# Ekhammar

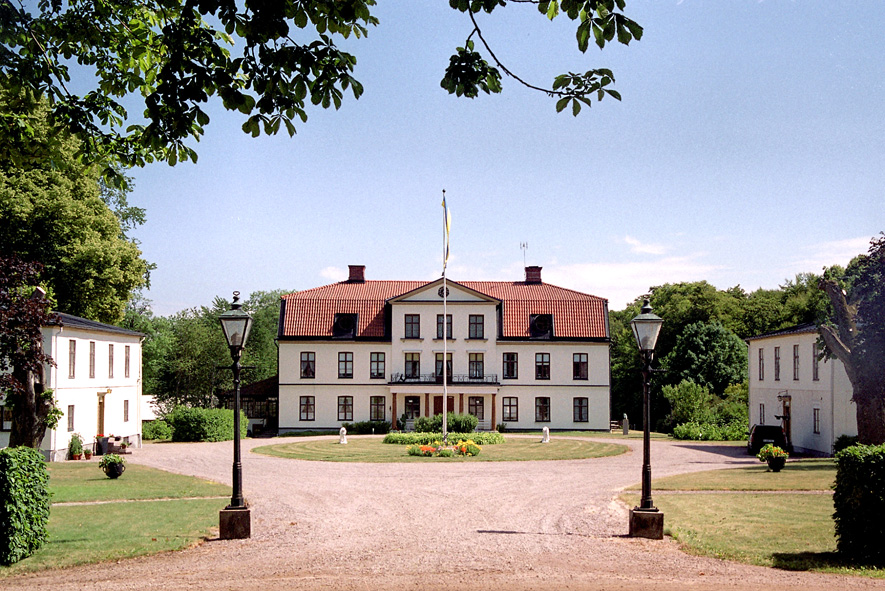
Ekhammars herrgård

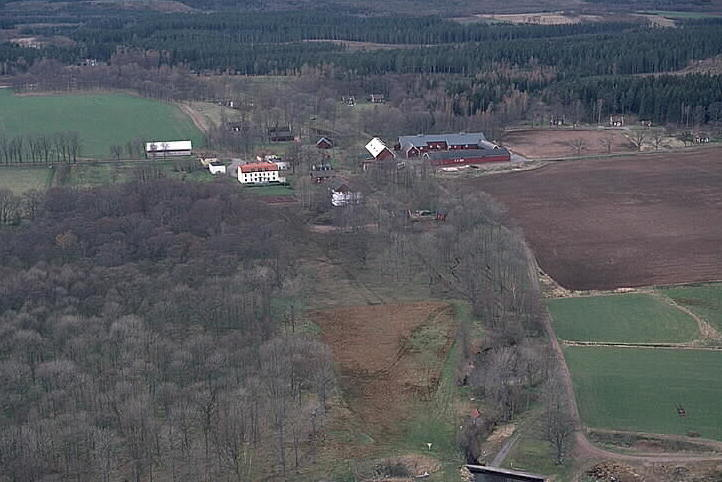
Ekhammar

Ekhammar är en herrgård i Grevbäcks socken i Guldkroken i Hjo kommun.
Ekhammar ligger omkring åtta kilometer norr om Hjo vid Vätterns västra strand. Gården med tillköpta gårdar omfattar sammanlagt omkring 300 ha åker och 1 200 ha skog.
Herrgården i trä är i två våningar med vindsvåning och byggd i flera etapper. Bottenvåningen härstammar från 1600-talet, medan ovanvåningen tillkom 1808–1809. Huvudbyggnaden med en bred frontespis är uppförd i timmer som reveterats. Två av de fyra flygelbyggnaderna är från 1630-talet, medan de andra två blev uppförda 1756.
År 1685 tillhörde godset Johan Hård af Segerstad som sätesgård. Den köptes 1750 av den tidigare preussiske officeren Christian Ernst Günther (1685–1772). Godsägaren och riksdagsmannen Anders Larsson i Bränninge (1822–1909) förvärvade gården 1875, varefter den ägts av dennes ättlingar.
Genom Ekhammars marker rinner Ekhammarsbäcken, eller Mejerabäcken, som utnyttjats som kraftkälla för en gårdsindustri, med vattenhjul för en kvarn och en såg, och senare under 1900-talet fram till 1951 för Ekhammars Bränneri. Både kvarnen och den vattenhjulsdrivna, enbladiga träramsågen från sent 1700- eller tidigt 1800-tal finns kvar, tillsammans med en smedja.